# ميروسلاف شاريتش
ميروسلاف شاريتش هو لاعب كرة قدم كرواتي في مركز الوسط، ولد في 7 فبراير 1986 في زغرب في كرواتيا. شارك مع منتخب كرواتيا تحت 17 سنة لكرة القدم ومنتخب كرواتيا تحت 19 سنة لكرة القدم ومنتخب كرواتيا تحت 20 سنة لكرة القدم. أما مع النوادي، فقد لعب مع إنتر زابرشيتش ودينامو زغرب ونادي إيسترن سبورتس ونادي تورونتو.

## وصلات خارجية
- ميروسلاف شاريتش على موقع قاعدة بيانات كرة القدم.إي يو (الإنجليزية)
- ميروسلاف شاريتش على موقع Soccerway.com (الإنجليزية)